# Датео (станция метро)
Датео (итал. Dateo) —  ранее временно конечная западная станция (26 ноября 2022-4 июля 2023) линии 4 Миланского метрополитена. 4 июля 2023 года конечной стала Сан-Бабила/пересадка на 1 линию.

## Описание
Находится на западе линии 4, пересадка на городские электрички города Милан.

## История
Строительство велось с 2011 года. Открыта в составе первого участка, 5,3 км, из 6 станций 26 ноября 2022 года.
4 июля 2023 года линия была продлена на 2 станции и конечной стала Сан-Бабила (станция метро, линия 4).